# Abroscopus schisticeps
Az Abroscopus schisticeps a madarak (Aves) osztályának verébalakúak (Passeriformes) rendjébe, ezen belül a berkiposzátafélék (Cettiidae) családba tartozó faj.

## Rendszerezése
A fajt John Edward Gray és George Robert Gray írta le 1846-ban, a Culicipeta nembe Culicipeta schisticeps néven.

## Alfajai
- Abroscopus schisticeps flavimentalis (E. C. S. Baker, 1924) – Bhután, északkelet-India, dél-Kína, nyugat-Mianmar;
- Abroscopus schisticeps ripponi (Sharpe, 1902) – észak- és kelet-Mianmar, dél-Kína, északnyugat-Vietnám.
- Abroscopus schisticeps schisticeps (J. E. Gray & G. R. Gray, 1847)[2] – Nepál, észak-India;

## Előfordulása
Dél- és Délkelet-Ázsiában, Bhután, India, Kína, Mianmar, Nepál és Vietnám területén honos. A természetes élőhelye szubtrópusi és trópusi esőerdők.

## Megjelenése
Testhossza 10 centiméter, testtömege 6 gramm. Szemöldöksávja és torka sárga, arcrésze fekete.
|  |

## Életmódja
Kisebb gerinctelenekkel táplálkozik.

## Természetvédelmi helyzete
Az elterjedési területe rendkívül nagy, egyedszáma pedig stabil. A Természetvédelmi Világszövetség Vörös listáján nem fenyegetett fajként szerepel.